# Spilosoma rhodesiana
Spilosoma rhodesiana là một loài bướm đêm thuộc phân họ Arctiinae, họ Erebidae.